# 国鉄5700形蒸気機関車

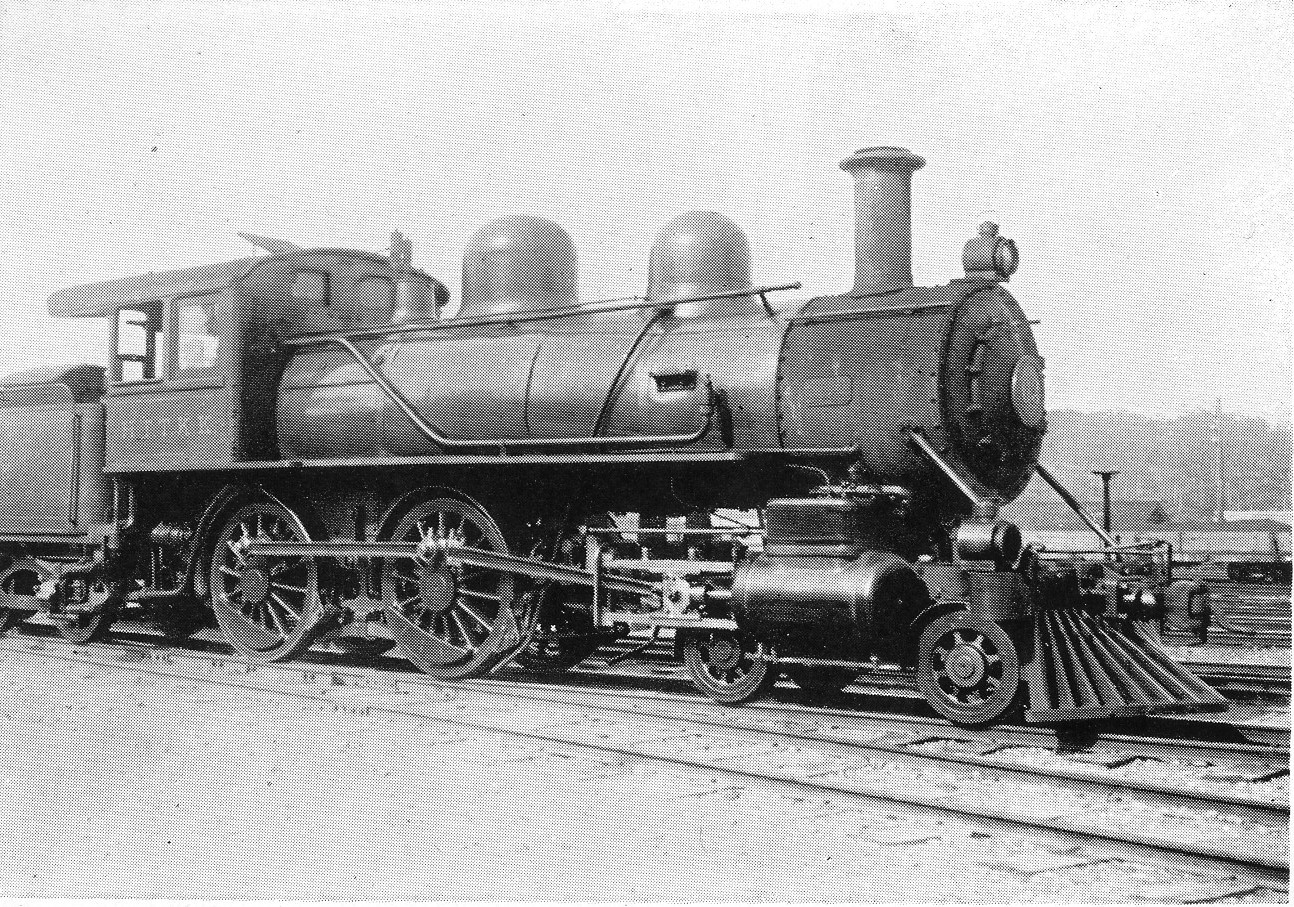
北海道炭礦鉄道 63（後の鉄道院 5748）

5700形は、かつて日本国有鉄道の前身である鉄道院に在籍したテンダ式蒸気機関車である。

## 概要
本形式は、アメリカのスケネクタディ社(Schenectady Locomotive Works)で製造されたもので、日本で初めて導入されたスケネクタディ製の蒸気機関車である。車軸配置は、旅客列車牽引用として4-4-0(2B)で単式2気筒、飽和式である。本形式は、鉄道作業局（官設鉄道）、九州鉄道、北海道炭礦鉄道により、合わせて59両が導入された。
本形式の形態は一様ではなく、注文主によってわずかずつ異なっていた。主な相違点は、ワゴントップ型ボイラーの上辺形状と、クロスヘッド滑り棒の形状と本数にある。鉄道作業局のものは、ボイラーの傾斜部分が急で、滑り棒は1本であるのに対し、九州鉄道のものはボイラーの傾斜が緩く滑り棒は4本、北海道炭礦鉄道のものはボイラーの形状は九州鉄道と同じく緩いタイプであるが、滑り棒は4本である。また、炭水車の台車も3軸固定式と片ボギー式の2種がある。
これらは、1906年（明治39年）制定の鉄道国有法により全て国有鉄道籍となり、1909年制定の鉄道院の車両形式称号規程では、58両が5700形となった。1両の不足は、日露戦争で陸軍に徴発された際、1両が未帰還となったためである。

## 鉄道作業局
鉄道作業局へは、1897年（明治30年）に10両（製造番号4613 - 4622）が導入された。これらは、AO形後にD10形と称され、番号は242 - 251であった。日本に到着後は、東海道線中部で使用された。1904年（明治37年）から1905年（明治38年）にかけて、陸軍の要請により供出され、満州に設立された陸軍野戦提理部で使用された。この内の242は、満州で使用中に大破し、廃車されたため、1909年の改番では9両が5700 - 5708に改められた。その後は、水戸周辺や奥羽線の米沢・横手間に転じ、最後は北海道に渡った。

## 九州鉄道
九州鉄道へは、1897年から3年度にわたって計36両が導入された。その詳細は次のとおりである。
- 1897年（12両） : 55 - 66（製造番号4572 - 4583）
- 1898年（12両） : 116 - 127（製造番号4764 - 4775）
- 1899年（12両） : 142 - 153（製造番号5025 - 5036）

九州鉄道では、1897年製の12両を55形、1898年および1899年製の24両を116形と称したが、これは炭水車の台車が3軸固定であったか、片ボギー式であったかの差である。1909年の改番の際には、5700形（5709 - 5744）となった。これらは、最後まで九州を離れることはなかった。

## 北海道炭礦鉄道
北海道炭礦鉄道では、1901年および1906年に計13両を導入した。その状況は次のとおりであるが、1906年製はアメリカン・ロコモティブに統合されて後の製造である。
- 1901年（8両） - 55 - 57, 63 - 67（製造番号5773 - 5775, 6123 - 6127）
- 1906年（5両） - 71 - 75 → 76 - 78, 74, 75（製造番号40407 - 40411）

そのうち1901年製の8両はL形、後にヌ形と称し、1906年製の5両はヨ形と称した。形式が2つに分かれたのは、九州鉄道のものと同様に、炭水車の台車が3軸固定であるか、片ボギー式であるかの差である。1906年製の予定番号は前記のとおり71 - 75であったが、実際には直接74 - 78とされた。1909年の改番の際には、5700形（5745 - 5757）に改められた。
これらも、北海道を離れることなく、旧鉄道作業局の9両ともに室蘭線等で使用された。
1905年にはボールドウィンにおいて同仕様機（後の鉄道院5800形）が3両（68 - 70）製造されている。これは、1901年製のヌ形の仕様でボールドウィンに発注されたものであるが、蒸気ドームの形状や炭水車の台車構造が異なることからヨ形を称した。1906年製の5両は、このヨ形の仕様をもって、アメリカン・ロコモティブに発注されたものといえる。

## 廃車と譲渡
廃車は、1928年から北海道の分について開始され、1931年、1933年、1934年に大部分が廃車となり、1936年をもって、鉄道省からは形式消滅となった。これらのうち8両は下記のとおり払い下げられたが、樺太庁鉄道に移管された2両については、1943年に実施された南樺太の内地化により、鉄道省に編入されたが、太平洋戦争敗戦後の状況については不明である。他に5750の炭水車が1931年に夕張鉄道に払い下げされ、水運車として使用されている。
- 5704（1931年） → 北海道拓殖鉄道 → 山門炭鉱[1]（1940年譲渡） → 三池鉱山（貸渡） → 熊延鉄道（貸渡） → 廃車
- 5735（1933年） → 三好礦業（日本炭礦）
- 5736（1934年） → 日本礦業（日本炭礦）
- 5737（1932年） → 三好礦業（日本炭礦）
- 5738（1933年） → 三好礦業（日本炭礦）
- 5743（1938年） → 日産化学工業（日本炭礦） → 1954年廃車
- 5756（1932年） → 樺太庁鉄道 → 鉄道省（1943年）
- 5757（1932年） → 樺太庁鉄道 → 鉄道省（1943年）

## 主要諸元
5700 - 5708の諸元を示す。
- 全長 : 14,643mm
- 全高 : 3,671mm
- 軌間 : 1,067mm
- 車軸配置 : 4-4-0(2B)
- 動輪直径 : 1372mm
- 弁装置 : スチーブンソン式アメリカ形

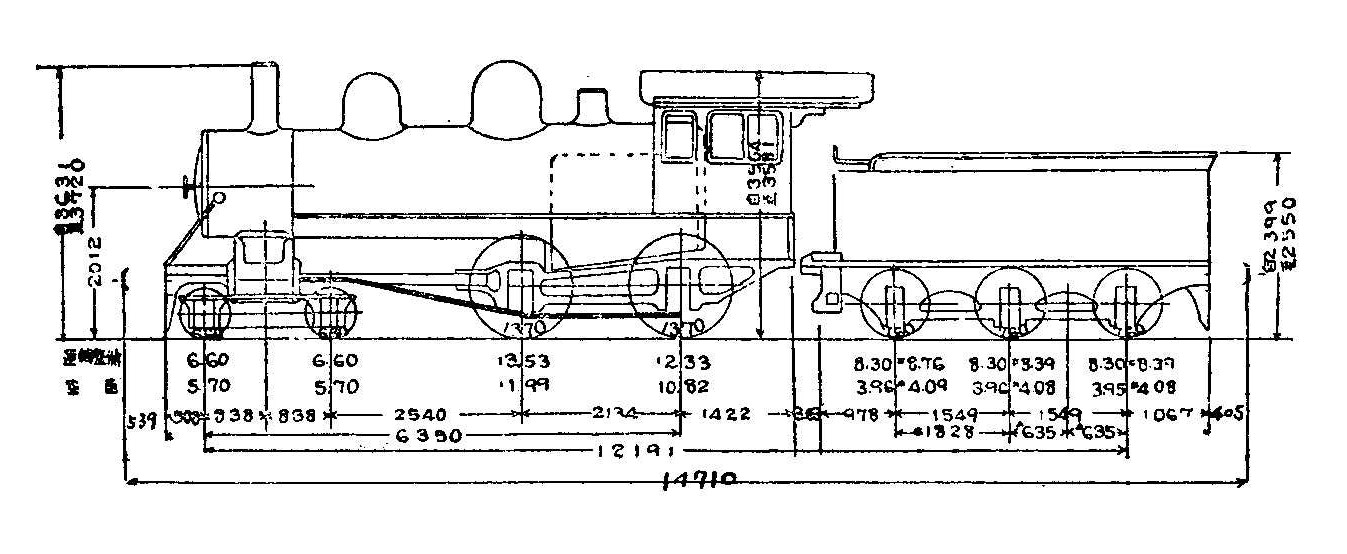
形式図

- シリンダー（直径×行程） : 406mm×610mm
- ボイラー圧力 : 11.2kg/cm2
- 火格子面積 : 1.49m2
- 全伝熱面積 : 99.7m2
  - 煙管蒸発伝熱面積 : 90.9m2
  - 火室蒸発伝熱面積 : 8.9m2
- ボイラー水容量 : 4.0m3
- 小煙管（直径×長サ×数） : 45mm×3,318mm×196本
- 機関車運転整備重量 : 41.06t
- 機関車空車重量 : 34.21t
- 機関車動輪上重量（運転整備時） : 25.86t
- 機関車動輪軸重（最大・第1動輪上） : 13.53t
- 炭水車運転整備重量 : 24.90t
- 炭水車空車重量 : 11.87t
- 水タンク容量 : 9.6m3
- 燃料積載量 : 3.05t
- 機関車性能
  - シリンダ引張力：6,980kg
- ブレーキ装置：手ブレーキ、真空ブレーキ／蒸気ブレーキ（旧九州鉄道）／空気ブレーキ（旧北海道炭礦鉄道）